# エリック・ジマーマン

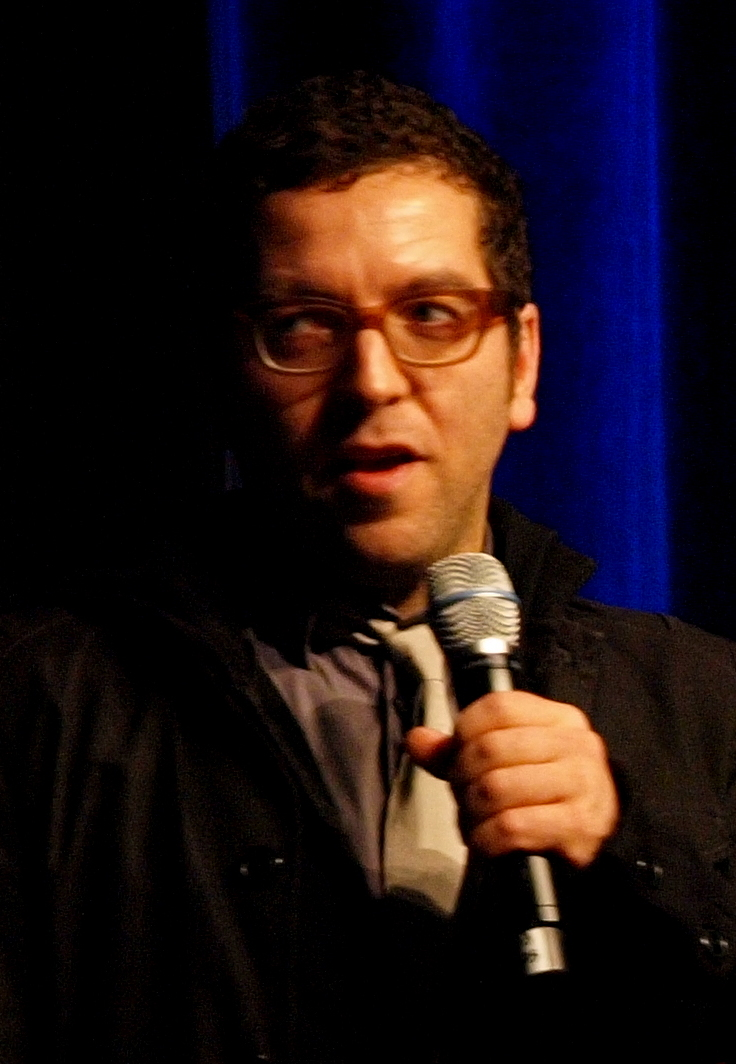

エリック・ジマーマン（Eric Zimmerman、1969年 - ）は、ゲームデザイナーであり、『Diner Dash』で知られるゲーム会社GamelabのCEOであり、ゲーム研究に関する著述者、教育者。

ジマーマンはこれまでにケイティ・サレンとの共著である『ルールズ・オブ・プレイ』を含め、四冊を著している。またMIT、テキサス大学オースティン校、パーソンズ美術大学、ニューヨーク大学、ロードアイランド・スクール・オブ・デザイン、School of Visual Artsで教鞭をとり、ゲームに関する展示、カンファレンス等のイベント活動RE:PLAYシリーズのディレクターを務めている。
毎年Game Developers Conferenceにおいては、著名な複数のゲームデザイナーないしチームを集めて行われるトークセッションGame Design Challengeのホスト役を果たしている。なお、ジマーマンがゲームデザイナーとして初めて携わったオンラインゲームは、袖岡由英がアートディレクターを務めた『Sissyfight 2000』である。私生活においては釋延明の下で少林拳を学んでいる。

## 著書
- 2000年『Life in The Garden: A Deck of Stories』- Nancy Nowacekとの共著（ISBN 978-0966410037）
- 2004年『RE:PLAY Game Design + Game Culture』- Amy Scholderとの共著（ISBN 978-0820470535）
- 2004年『ルールズ・オブ・プレイ（原題Rules of Play: Game Design Fundamentals）』- ケイティ・サレンとの共著（上巻：ISBN 978-4797334050）
- 2006年『The Game Design Reader: A Rules of Play Anthology』- ケイティ・サレンとの共著（ISBN 978-0262195362）